# Regió de Zlín
La Regió de Zlín (txec: Zlínský kraj) és una sosdivisió (kraj) de la República Txeca, al centre-est de la regió històrica de Moràvia. La capital és Zlín.

## Ciutats
- Zlín
- Kroměříž
- Vsetín
- Valašské Meziříčí
- Uherské Hradiště
- Otrokovice
- Rožnov pod Radhoštěm
- Uherský Brod
- Holešov
- Bystřice pod Hostýnem
- Hulín
- Napajedla
- Slavičín
- Staré Město
- Brumov-Bylnice
- Luhačovice
- Chropyně
- Valašské Klobouky
- Kunovice
- Bojkovice